# Cresera ilus
Cresera ilus är en fjärilsart som beskrevs av Pieter Cramer 1776. Cresera ilus ingår i släktet Cresera och familjen björnspinnare. Inga underarter finns listade i Catalogue of Life.

## Bildgalleri

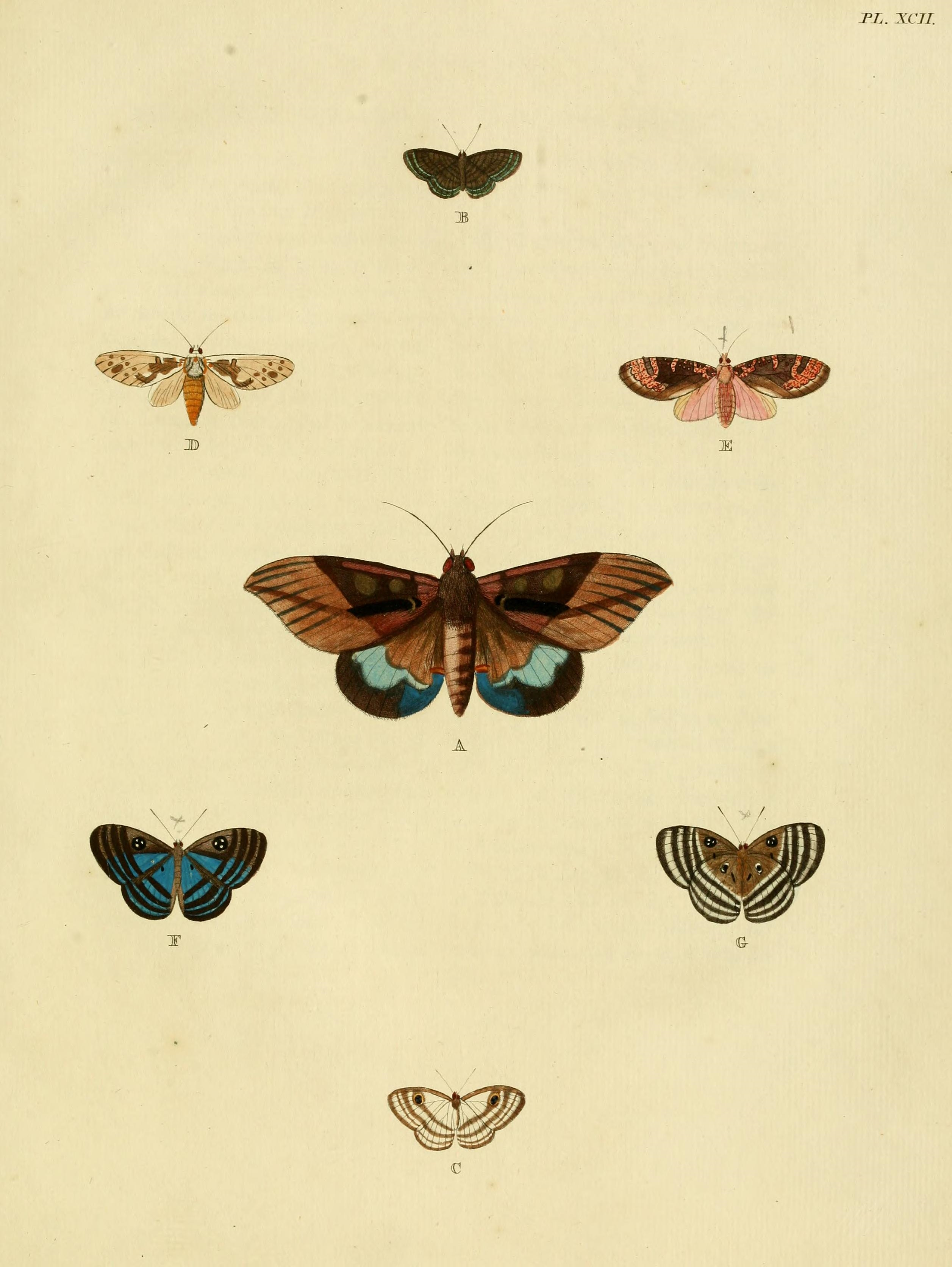
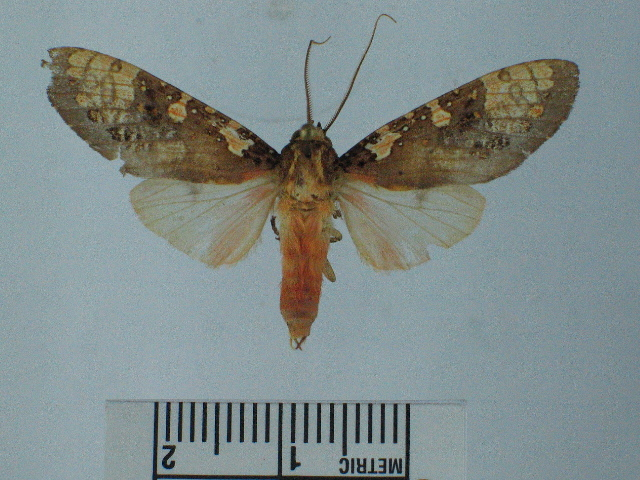